# Филиппины на Паралимпийских играх
Представители Филиппин впервые приняли участие на летних Паралимпийских играх 1988 года, проходивших в Сеуле. С тех пор филиппинцы участвовали во всех летних Паралимпиадах за исключением Игр 1996 года, проводившихся в Атланте. В зимних Паралимпийских играх спортсменых из Филиппин участия никогда не принимали.
Первую в истории паралимпийскую медаль для Филиппин завоевала пауэрлифтер Аделина Думапонг. На Играх 2000 года, проходивших в Сиднее, с результатом 110 кг в весовой категории до 82,5 кг она взяла бронзу.

## История
Дебют Филиппин на Паралимпийских играх состоялся в 1988 году на летних Паралимпийских играх в Сеуле, где приняли участие четыре человека от этой страны в соревнованиях по лёгкой атлетике и плаванию.
В 1992 году на Играх в Барселоне в состязаниях по лёгкой атлетике соревновались четверо филиппинцев и так же, как и в 1988 году, не завоевали ни одной медали.
Пропустив Паралимпийские игры 1996 года в Атланте, Филиппины участвовали на Паралимпиаде 2000 года в Сиднее, где была завоёвана первая для страны медаль — в соревнованиях по пауэрлифтингу в весе до 82,5 кг бронзу получила Аделина Думапонг.
В 2004 году в Афинах, Филиппины были представлены двумя пауэрлифтерами.
В 2008 году на Паралимпийских играх в Пекине в соревнованиях по пауэрлифтингу вновь была заявлена первая филиппинская медалистка Аделина Думапонг, но участие в них не приняла. Также двое филиппинцев участвовали в соревнованиях по парусному спорту в классе SKUD18, дебютировавшем на этих Играх.
В 2012 году на Паралимпийских играх в Лондоне в четырёх видах спорта соревновались девять филиппинских спортсменов. Лучший результат показала Жозефина Медина, в соревнованиях по настольному теннису занявшая 4-е место.
В 2016 году в Рио-де-Жанейро Филиппины завоевали свою вторую паралимпийскую медаль в истории — бронзу в соревнованиях по настольному теннису получила Жозефина Медина, выиграв матч за третье место у немки Юлианны Вольф.

## Медали
| Медаль | Спортсмен        | Игры                | Вид спорта        | Дисциплина                |
| ------ | ---------------- | ------------------- | ----------------- | ------------------------- |
| Бронза | Аделина Думапонг | Сидней 2000         | Пауэрлифтинг      | Женщины до 82,5 кг        |
| Бронза | Жозефина Медина  | Рио-де-Жанейро 2016 | Настольный теннис | Женщины, одиночный разряд |